# Anna Novion
Anna Novion, née le 29 novembre 1979 à Paris, est une réalisatrice et scénariste franco-suédoise.

## Biographie
Anna Novion est la fille de Pierre Novion, directeur de la photographie, et d'une mère suédoise. 
Compagne depuis 2009 du comédien Jean-Pierre Darroussin, elle a un fils avec lui en mai 2014.

## Filmographie
- 2000 : Frédérique est française (court métrage)
- 2001 : Chanson entre deux (court métrage)
- 2005 : On prend pas la mer quand on la connaît pas, court-métrage
- 2007 : Les Grandes Personnes
- 2012 : Rendez-vous à Kiruna
- 2023 : Le Théorème de Marguerite

## Distinctions
- 2012 : Meilleur film au Festival international du film du Caire pour Rendez-vous à Kiruna
- Festival de Cannes 2008 : sélection « Semaine de la critique » pour Les Grandes Personnes